# Lee Tae-il
Lee Tae-il (hangul: 이태일, Seúl, 24 de septiembre de 1990), más conocido por el monónimo Taeil (hangul: 태일), es un cantante surcoreano que trabaja bajo la compañía discográfica Seven Seasons. Es el vocalista principal del grupo masculino surcoreano Block B, y es parte de la subunidad T2u con U-Kwon.

## Biografía
Lee Tae-il nació en Seúl, Corea del Sur, donde vivió con sus padres, su hermana mayor y su hermano menor. Se graduó en la Global Cyber University, y asistió a la Academia Vocal de Kim Myung-ki. Antes de unirse a Block B, fue concursante del programa Star Audition 1 de MBC.

## Carrera
Además de su trabajo con Block B, Taeil realizó dos conciertos en solitario en Tokio, Japón, el 13 de enero de 2017. También realizó una gira por seis ciudades de Japón del 26 de agosto al 7 de septiembre de 2017, junto con su compañero de Block B U-Kwon, como la subunidad T2u.
En marzo de 2018, Taeil fue nombrado juez de la competencia de canto de músicos ciegos, patrocinada por la Asociación de Derechos de Autor de Música de Corea, la Federación de Artistas Musicales de Corea y la Asociación de Productores de Entretenimiento de Corea.
El primer concierto en solitario de Taeil en Corea del Sur se anunció en noviembre de 2018, y se realizó el 22 y 23 de diciembre en el K-Art Hall del Parque Olímpico de Seúl. Todas las entradas se agotaron casi inmediatamente después de salir a la venta el 28 de noviembre.
En abril de 2019, se anunció que Taeil y Park Kyung realizarían dos conciertos juntos en Seúl el 25 y 26 de mayo.
El 10 de junio, Taeil anunció que iba a realizar el servicio militar obligatorio de Corea del Sur. Después de cumplir su período de servicio, Taeil regresó a su país con licencia el 4 de diciembre de 2020, y su baja se hizo oficial el mes siguiente.

## Discografía

### Como artista principal
| Título                               | Año  | Posiciones más altas en los gráficos | Ventas          | Álbum                     |
| Título                               | Año  | COR                                  | Ventas          | Álbum                     |
| ------------------------------------ | ---- | ------------------------------------ | --------------- | ------------------------- |
| "Inspiring" (흔들린다)               | 2015 | 59                                   | - COR: 48,543+  | Sencillo sin álbum        |
| "It Was Love" (사랑이었다)           | 2016 | 17                                   | - COR: 182,532+ | Blooming Period           |
| "A Doll's Dream" (인형의 꿈)         | 2016 | —                                    | - COR: 11,914   | Woman with a Suitcase OST |
| "Come to Me" (내게 와요)             | 2017 | —                                    | —               | Radiant Office OST        |
| "Easiest Thing To Do" (가장 쉬운 일) | 2017 | —                                    | —               | Man Who Dies to Live OST  |
| "Fluttering" (설렘각)                | 2018 | —                                    | —               | Let's Eat 3 OST           |
| "Love Is Magic" (사랑은 마술)        | 2018 | —                                    | —               | Magical OST               |
| "Later" (잘 있어요)                  | 2018 | —                                    | —               |                           |
| "Remaining Star" (머무는 별)         | 2019 | —                                    | —               |                           |

### Colaboraciones
| Título                                                    | Año  | Posiciones más altas en los gráficos | Ventas         | Álbum                                      |
| Título                                                    | Año  | COR                                  | Ventas         | Álbum                                      |
| --------------------------------------------------------- | ---- | ------------------------------------ | -------------- | ------------------------------------------ |
| "I Like You, I Don't" (좋아한다 안 한다) con Sejeong      | 2017 | 8                                    | - COR: 155,494 | Sencillo sin álbum                         |
| "Falling You" con Kim So-hee                              | 2017 | —                                    | —              | Meloholic OST                              |
| "Monologue" con Kim Jong-kook                             | 2018 | —                                    | —              | The Call Project, No. 1                    |
| "rainy day" con Wheesung y Chungha                        | 2018 | —                                    | —              | The Call Project, No. 2                    |
| "Duty Free" con Bewhy y Ailee                             | 2018 | —                                    | —              | The Call FINAL Project                     |
| "As I Told You" con Minzy                                 | 2022 | —                                    | —              | Watcha Original <Double Trouble> Episode.1 |
| "8282" con Hyolyn                                         | 2022 | —                                    | —              | Watcha Original <Double Trouble> Episode.2 |
| "Saturday Night" con Choa                                 | 2022 | —                                    | —              | Watcha Original <Double Trouble> Episode.3 |
| "Greetings" con Jiwoo de KARD                             | 2022 | —                                    | —              | Watcha Original <Double Trouble> Episode.4 |
| "Me Gustas Tu" con Minzy                                  | 2022 | —                                    | —              | Watcha Original <Double Trouble> Episode.5 |
| "—" indica los lanzamientos que no entraron en las listas |      |                                      |                |                                            |

### Programas de variedades
| Año  | Título                  | Difusión | Notas             |
| ---- | ----------------------- | -------- | ----------------- |
| 2015 | King of Mask Singer     | CMB      | Concursante       |
| 2018 | The Call                | Mnet     | Solista           |
| 2021 | King of Mask Singer     | CMB      | Concursante       |
| 2021 | Hidden: The Performance | Kakao TV | Muse (con Hanhae) |

### Programas web
| Año  | Título         | Difusión | Papel       | Ref.   |
| ---- | -------------- | -------- | ----------- | ------ |
| 2021 | Double Trouble | Watcha   | Concursante | [ 16 ] |

## Premios y nominaciones
| Año  | Premios                  | Categoría                                | Trabajo nominado                         | Resultado |
| ---- | ------------------------ | ---------------------------------------- | ---------------------------------------- | --------- |
| 2017 | Melon Music Awards       | Mayor Tendencia Actual                   | "I Like You, I Don't" (좋아한다 안 한다) | Nominado  |
| 2022 | Blue Dragon Series Award | Mejor Cantante Masculino Nuevo (Variety) | Double Trouble                           | Nominado  |